# Eroe del Popolo (Albania)
Eroe del Popolo (in albanese Hero i Popullit) è stata la maggiore onorificenza assegnata ai cittadini della Repubblica Popolare Socialista d'Albania dal 1945 al 1992.

## Storia
Il titolo venne creato nel 1945 ed il Parlamento albanese lo confermò con legge del 1954 e lo riconfermò con legge n.6133 del 12 febbraio 1980. La creazione dell'onorificenza era un modo per onorare quei cittadini albanesi che avessero dato contributi decisivi all'Albania o al popolo albanese.

## Decorati
- Abaz Shehu
- Abdyl Elmazi
- Abdyl Frashëri
- Ahmet Haxhia
- Ajet Xhindolli
- Ali Demi
- Ali Kelmendi
- Asim Aliko
- Asim Vokshi
- Asim Zeneli
- Avni Rustemi
- Bajo Topulli
- Bajram Curri
- Bajram Tusha
- Bardhok Biba
- Branko Kadia
- Bule Naipi
- Çelo Sinani
- Çerçiz Topulli
- Çybra Sokoli
- Dedë Gjo Luli
- Dervish Hekali
- Dile Marku
- Dino Kalenja
- Dylbere Bylykbashi
- Emin Duraku
- Emine Metaj
- Enver Zymberi
- Estref Osoja
- Fahri Ramadani
- Fato Berberi
- Fejzi Micoli
- Fran Ivanaj
- Fuat Babani
- Gjok Doçi
- Hajdar Dushi
- Hajdar Tafa
- Hajredin Bylyshi
- Halim Xhelo
- Hasan Gërxhaliu
- Hekuran Pobrati
- Hibe Palikuqi
- Hiqmet Buzi
- Hydajet Lezha
- Hyqmet Buzi
- Hysen Çino
- Ilia Kici (Dashi)
- Inajete Dumi
- Isa Boletini
- Ismail Qemali
- Jaho Gjoliku
- Jordan Misja
- Jorgo Sulioti
- Kajo Karafili
- Kanan Maze
- Kastriot Muço
- Koci Bako
- Kozma Naska
- Kozma Nushi
- Laze Ferraj
- Lefter Talo
- Liri Gero
- Llambro Andoniç
- Llazo Palluqi
- Luigj Gurakuqi
- Maliq Muço
- Manush Alimani
- Margarita Tutulani
- Marte Tarazhi
- Mbrik Lokja
- Mehmet Shehu
- Mehmet Shpendi
- Meleq Gosnishti
- Memo Bejko
- Memo Meto
- Met Hasa
- Mic Sokoli
- Mihal Duri
- Mihal Grameno
- Mine Peza
- Misto Mame
- Mitro Xhani
- Muhamet Prodani
- Mujo Ulqinaku
- Mumin Selami
- Musa Fratari
- Mustafa Kaçaçi
- Mustafa Matohiti
- Mustafa Xhani (Baba Faja)
- Muzafer Asqeri
- Myslym Keta
- Myslim Peza
- Myslym Shyri
- Naim Gjylbegu
- Nazmi Rushiti
- Nezir Zasella
- Ndoc Deda
- Ndoc Mazi
- Ndreko Rino
- Nik Ndreka
- Nimete Progonati
- Nuri Luçi
- Pal Mëlyshi
- Perlat Rexhepi
- Persefoni Kokëdhima
- Prenda Tarazhi
- Qemal Stafa
- Qeriba Derri
- Ram Metaliaj
- Ramiz Aranitasi
- Ramiz Sadiku
- Ramiz Varvarica
- Reshit Çollaku
- Rexh Delia
- Rexhep Kolli
- Riza Cerova
- Sadik Stavileci
- Sado Koshena
- Sali Murati (Vranishti)
- Selam Musai
- Shejnaze Juka
- Shkurte Cara (Skuraj)
- Shote Galica
- Shyqyri Alimerko
- Shyqri Ishmi
- Skënder Çaçi
- Spiro Kote
- Sulejman Vokshi
- Teki Kolaneci
- Themi Vaso
- Theodhori Mastora
- Tom Kola
- Tuk Jakova
- Vangjel Argjiri
- Vasil Laçi
- Vasil Shanto
- Vehbi Hoxha
- Veli Dedi
- Vojo Kushi
- Xheladin Beqiri
- Xhemal Kada
- Xhorxhi Martini
- Zaho Koka
- Zigur Lelo
- Zija Kambo
- Zonja Çurre
- Zylyftar Veleshnja